# Leilani Ettel
Leilani Ettel (* 5. Juli 2001 in München) ist eine deutsche Snowboarderin. Sie startet in der Disziplin Halfpipe.

## Werdegang
Leilani Ettel wuchs in einer Snowboard- und Surf-Familie auf. Der Name Leilani stammt aus der hawaiischen Sprache und bedeutet so viel wie: „himmlischer Lei“ oder „königliches Kind“. Ihr Vater Julian Ettel wurde 1991 deutscher Snowboard-Meister. Seit ihrem vierten Lebensjahr fährt sie im Winter Snowboard und im Sommer Skateboard, oder surft auf dem Münchner Eisbach. Im Alter von neun Jahren begann sie mit dem Training in der Halfpipe. Ihre erste deutsche Meisterschaft gewann sie im Alter von 13 Jahren 2015.
Sie startete beim  Snowboard-Weltcup 2017/18,  Snowboard-Weltcup 2018/19, Snowboard-Weltcup 2019/20, Snowboard-Weltcup 2020/21, und  Snowboard-Weltcup 2021/22. 2021 galt sie als „die beste deutsche Freestyle-Snowboarderin“.
Bei den Olympischen Winterspielen 2022 erreichte Leilani Ettel das Halfpipe-Finale und kam mit 57,50 Punkten auf den 11. Platz.